# 名塩川
名塩川（なじおがわ）は、兵庫県西宮市北部の名塩地区を流れる川。武庫川の支流である。

## 地理
源流は赤坂峠付近（兵庫県西宮市北部の塩瀬町名塩）。武庫川渓谷に合流する。合流点は出合淵と呼ばれる淵になっている。

## 支流
- 猪切谷川[1]

## 備考

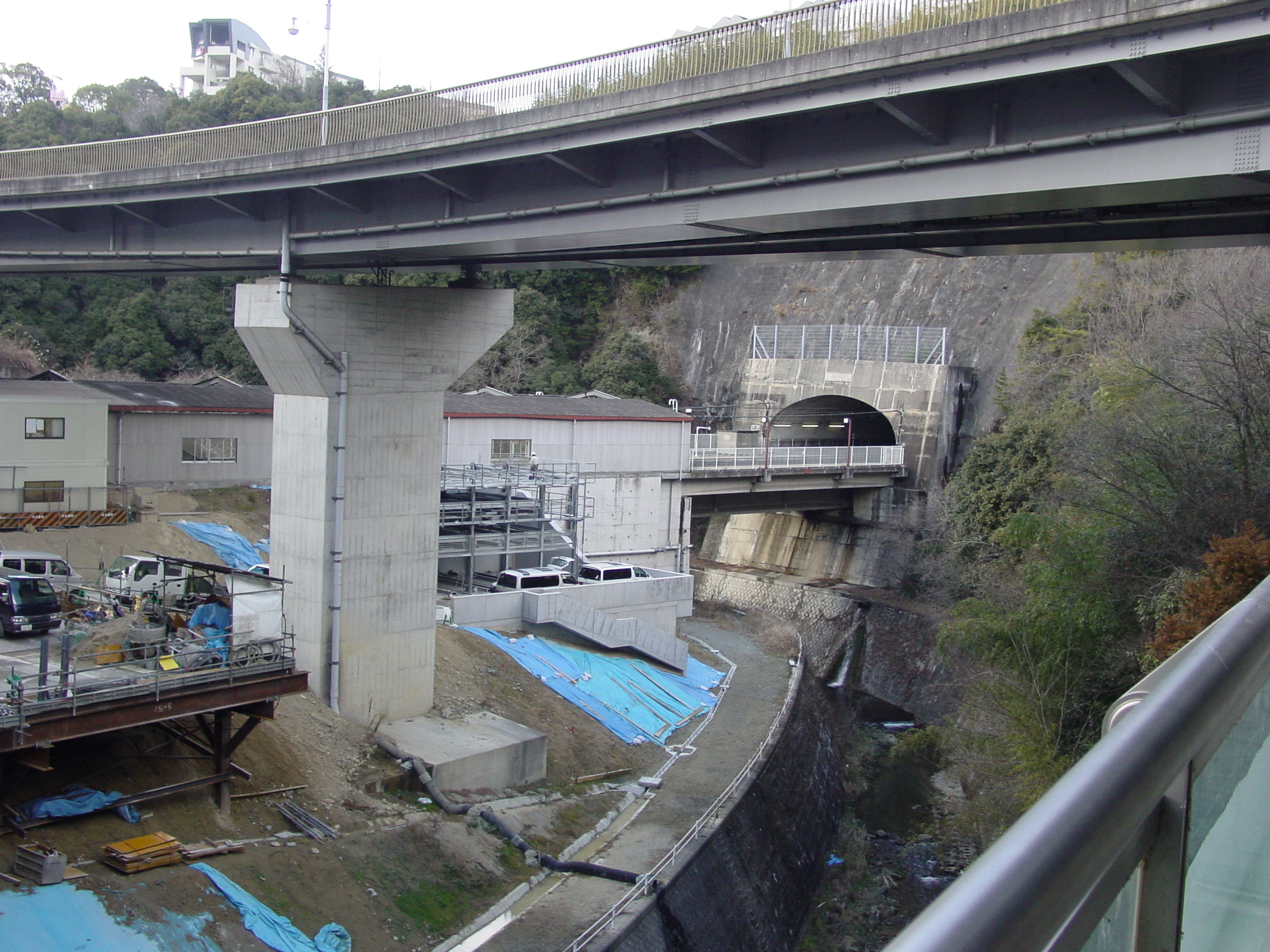
西宮名塩駅をくぐる

- 国道176号は名塩西ノ口交差点から名塩川を4回またぐ。
- 水上勉の小説「名塩川」は、名塩での製紙業（名塩雁皮紙）の発祥にまつわる伝説をもとにしている。